# Język korowai
Język korowai – język transnowogwinejski używany przez papuaski lud Korowai.  Z danych serwisu Ethnologue wynika, że posługuje się nim ok. 3500 osób (2007), z czego dla 3 tys. jest to jedyny znany język.
Dzieli się na dwa dialekty: północny i południowy. Oba cechują się dużym stopniem wzajemnej zrozumiałości.
W użyciu jest także język indonezyjski (zwłaszcza wśród przedstawicieli młodszego pokolenia). Malajski papuaski (regionalna lingua franca) nie jest znany wszystkim osobom ze społeczności.
Nazwa „korowai”, występująca w literaturze lingwistycznej, została nadana przez osoby z zewnątrz. Rodzime określenia języka korowai to bolü-aup i bolü-an-aup („język rodzimy”). W użyciu jest także nazwa kolufo-aup, a od samego wyrazu kolufo wywodzi się określenie „korowai”.
Jest zapisywany alfabetem łacińskim.